# Cátedra Hollis de Matemática e Filosofia Natural
A Cátedra Hollis de Matemática e Filosofia Natural (em inglês:  Hollis Chair of Mathematics and Natural Philosophy) é uma dotação financeira professoral estabelecida em 1727 no Harvard College da Universidade Harvard por Thomas Hollis.

## Catedráticos
- Isaac Greenwood (1727–1737)[1]
- John Winthrop (1737–1779)[1]
- Samuel Williams (1779–1789)[1]
- Samuel Webber (1789–1806)[1]
- John Farrar (1807–1838)[1]
- Joseph Lovering (1838–1888)[1]
- Benjamin Osgood Peirce (1888–1914)[1]
- Wallace Clement Sabine (1914–1919)[1]
- Theodore Lyman (1921–1926)
- Percy Williams Bridgman (1926–1950)
- John Hasbrouck Van Vleck (1951–1969)
- Andrew Gleason (1969–1992)
- Bertrand Halperin (1992-)